# Федотов, Анатолий Владимирович
Анатолий Владимирович Федотов (род. 11 мая 1966, Саратов) — советский и российский хоккеист. Тренер.

## Биография
Воспитанник ДЮСШ «Кристалл» (Саратов). В «Кристалле» дебютировал в сезоне 1982/83 в 16-летнем возрасте. Чемпион Европы среди юниорских команд 1983 и 1984 годов. Чемпион мира среди молодёжных команд 1986 года. По достижении призывного возраста приглашен в московское «Динамо». В 1990 вместе с партнерами стал чемпионом страны.
В 1992 уехал в НХЛ играть за «Виннипег Джетс», без контракта, потому что не стоял на драфте. В итоге его через 10 дней отправили в фарм-клуб. В середине сезона был вызван в основную команду, но сыграв одну игру вынужден был отправиться обратно — играть запретило руководоство НХЛ.
Летом 1993 заключил контракт на 2 года с «Анахайм Майти Дакс», однако из-за особенностей контракта не мог выступать за основную команду и снова выступал в фарм-клубе.
В 1995 по приглашению экс-партнера по «Динамо» Первухина переехал в Японию, где провел один сезон. В 1996 переезжает в Финляндию, где провел, по собственному признанию, один из лучших своих сезонов.
В 1997/98 играл в Швеции, а затем снова уезхал в Японию. В 2000 вернулся в Россию, играл за «Молот-Прикамье» и «Витязь».
2 июля 2012 года назначен главным тренером ХК «Рязань», выступающего в ВХЛ. В октябре после неудовлетворительных результатов команды уволен.
Хоккейный агент.

## Достижения
- Финалист Кубка Канады 1987, провел 8 игр на турнире. Участник ЧМ 1997 — 9 матчей, 2 гола.
- Чемпион СССР 1990, СНГ 1992. Второй призёр 1986 и 1987, третий призёр 1988.